# 黑龙坝镇
黑龙坝镇，是中华人民共和国内蒙古自治区通辽市开鲁县下辖的一个乡镇级行政单位。

## 行政区划
黑龙坝镇下辖以下地区：
黑龙坝村、辽河村、高若村、二道弯村、兴隆村、三道弯村、头道弯村、卢家段村、榆树林村、孟家堡村、安乐村、合力村、忠厚村、西安村和平安村。